# Enfances Guillaume
L'Enfances Guillaume è una chanson de geste medievale (XIII secolo) che fa parte del Ciclo di Garin de Monglane, connesso alla Materia di Francia. Racconta «gli esordi» di Guglielmo d'Orange.

## Storia

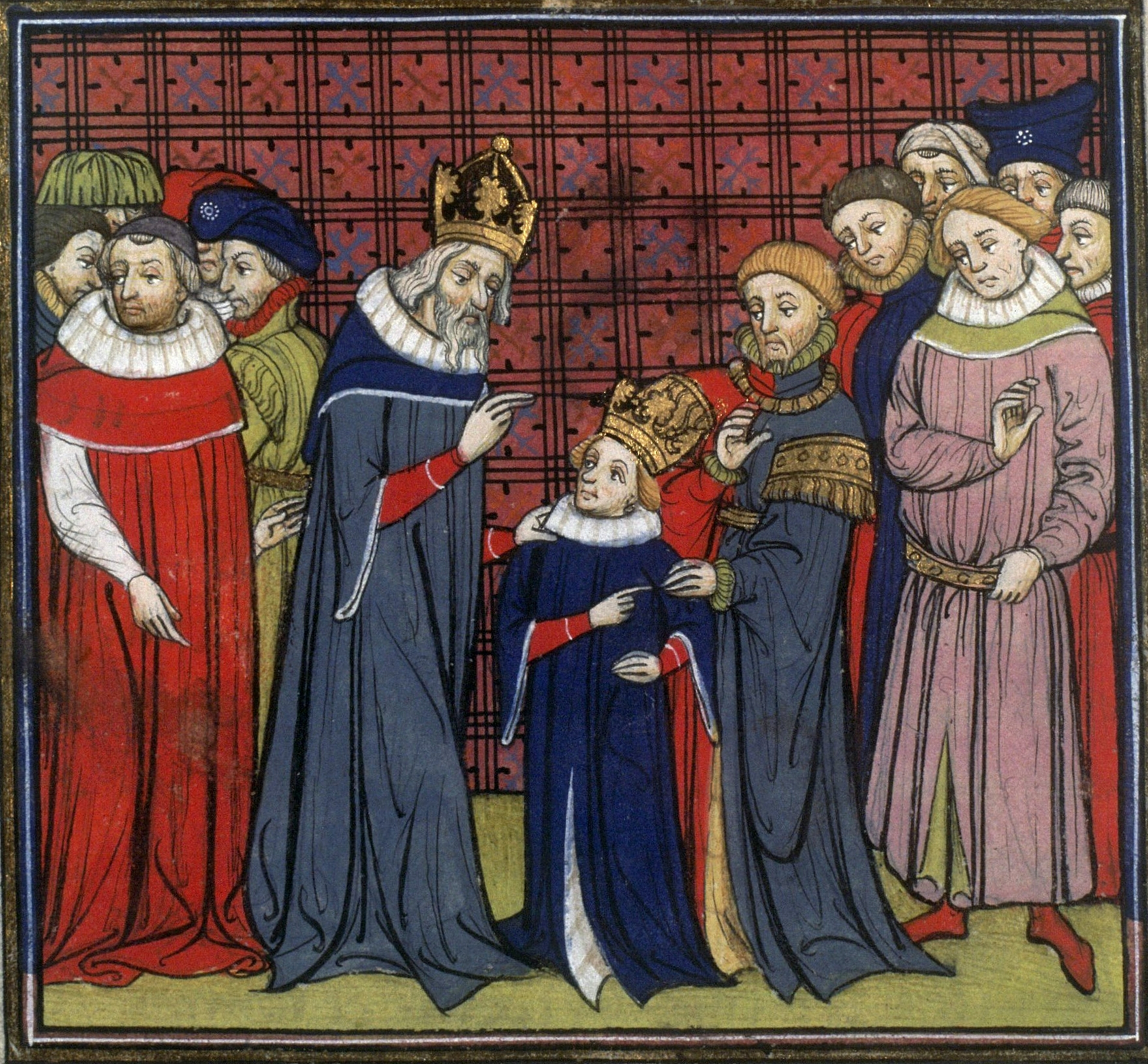
Carlo Magno e suo figlio Louis

Il cavaliere Aimeri di Narbonne è nei giardini della sua proprietà a Narbona, con i suoi figli e sua moglie, quando arriva un messaggero che gli chiede di portare i suoi quattro figli maggiori a Saint-Denis, dove saranno al servizio dell'imperatore Carlo Magno per qualche anno, prima di essere investiti cavalieri. Guglielmo è l'unico dei quattro figli ad essere scontento, non volendo dover attendere degli anni prima di andare a combattere i Saraceni. Alla fine viene convinto dai suoi genitori e accetta di accompagnare suo padre e i suoi fratelli, lasciando sua madre Ermengarda a Narbona senza protezione. Lungo la strada incontrano una banda di saraceni venuti da Orange per portare al loro re Tibaldo un magnifico cavallo, di nome Baucent, come regalo per il suo imminente matrimonio con la principessa musulmana Orable, che vive con suo padre e i suoi fratelli a Orange. Aimeri e i suoi figli si scontrano vittoriosamente con i Saraceni e Guglielmo s'impossessa di Baucent. Colpito dalla descrizione di Orable fatta da uno dei saraceni, egli se ne innamora all'istante; giura di sposarla dopo che si sarà convertita al cristianesimo. Affida al saraceno un messaggio per Orable, insieme a un falco. Ricevuti il messaggio e il dono, Orable a sua volta si innamora di Guglielmo e gli invia un messaggero, a cui Guglielmo risponde mandandole un anello d'oro affinché ella continui a pensare a lui.
Aimeri e i suoi figli giungono alla corte dell'imperatore che, colpito dal coraggio e dal vigore di Guglielmo, decide di investire cavalieri i quattro fratelli immediatamente. Nel frattempo re Tibaldo, avvertito della partenza di Aimeri, decide di assediare Narbona. Durato l'assedio troppo a lungo, decide di recarsi a Orange per sposare Orable senza ulteriori indugi. Ermengarda nel frattempo è riuscita a inviare un messaggero a suo marito per chiedere aiuto, mentre Orable invia un messaggio a Guglielmo per avvertirlo che non potrà evitare di sposare Tibaldo se egli non viene in fretta in suo aiuto. Guglielmo sceglie di portare soccorso a sua madre a Narbona, mentre Orable usa la sua magia per impedire lo svolgimento della prima notte di nozze con Tibaldo, che torna all'assedio di Orange.
Carlo Magno accompagna Guglielmo nel viaggio da Saint-Denis a Narbona. Lungo la strada, lo mette al corrente della sua preoccupazione per l'erede al trono, suo figlio Ludovico. Teme infatti che, dopo la sua morte, i francesi possano rifiutarsi di obbedirgli. Guglielmo presta allora giuramento, promettendo di proteggere il giovane erede. Carlo Magno, rassicurato, torna a Saint-Denis.
Quando Guglielmo, suo padre e i suoi fratelli arrivano a Narbona, respingono l'esercito saraceno e Tibaldo è costretto a fuggire con i sopravvissuti sulle loro navi, abbandonando sul posto grandi ricchezze.
La canzone si conclude con l'annuncio dell'imperatore Carlo, il quale, sentendosi debole, chiede a Guglielmo di raggiungere Aquisgrana per proteggere suo figlio Ludovico, che i pari del regno vogliono escludere dal trono. Guglielmo onorerà quindi la sua promessa, che sarà oggetto di un'altra chanson de geste intitolata Le Couronnement de Louis.

## I personaggi
- Guglielmo d'Orange: ispirato al vero conte di Tolosa Guglielmo di Aquitania, è uno dei figli di Aimeri di Narbona. Fedele luogotenente dell'imperatore Carlo Magno e protettore del suo erede Ludovico, è protagonista di numerose canzoni di gesta.
- Aimeri di Narbonne: è un cavaliere di Carlo Magno durante le guerre contro i Saraceni, durante le quali si svolge la presa della città di Narbona; è il padre di Guglilemo d'Orange.
- Orable: è una giovane principessa saracena di grande bellezza, promessa in sposa al re saraceno Tibaldo; Guglielmo e Orable si innamorano perdutamente l'uno dell'altra e si sposeranno dopo che Orable si sarà convertita al cristianesimo e adottato il nome di Guibourc.
- L'imperatore Carlo Magno.

## Manoscritti conosciuti
La chanson de geste è contenuta in quattro manoscritti, conservati presso la Biblioteca nazionale di Francia.

## Edizioni pubblicate
- Patrice Henry, Les enfances Guillaume, chanson de geste du XIIIe siècle, Société des anciens textes français, Paris, 1935, 169 pp.